# Ландирас
Ландирас (на френски: Landiras) е село в департамент Жиронд на регион Аквитания в югоизточна Франция.
Разположено е на 37 km югоизточно от град Бордо, на границата между лозовите масиви по течението на река Гарона и горите на гасконските Ланди, които заемат основната част от територията на общината. Населението на Ландирас е 2256 души (по приблизителна оценка от януари 2016 г.).